# 廊鑒縣
廊鑒縣是泰國首都曼谷轄下的50個区之一。廊鑒縣總面積35.825平方公里。

## 概述
根據泰國官方於2017年所作的人口調查數據顯示：居住於廊鑒縣的總人口數量為155722人。
廊鑒縣是曼谷三大固體廢棄物處理中心之一。它每天處理來自湄南河吞武里一側所有16個地區的3500噸垃圾。廊鑒縣的固體廢棄物處理中心之年度營運預算為20億泰銖。
廊鑒縣舊警察局已有100多年的歷史，現在已改建為博物館和地方文化學習中心。
到目前為止，曼谷唯一的梅花鹿養殖場在廊鑒縣。